# 斯尼夫鲁
斯尼夫鲁（希腊人称之为索利斯"Soris"）是埃及第四王朝的创建者。现今对他的统治时期有着多种不同的估计，如《牛津古埃及历史》认为其统治期大约在公元前2613年-公元前2589年之间，长约24年；而鲁尔夫·克劳斯和斯塔德曼则分别认为其统治期长为30年和48年。他至少修建了三座著名的金字塔——梅朵母金字塔（已毁）、曲折金字塔和红金字塔（又名北金字塔），并在金字塔的设计和施工上进行了重大的改进。

## 王位继承和家庭
斯尼夫鲁是埃及第四王朝的第一位法老，据曼涅托记载，他统治了埃及24年（公元前2613年-2589年）。
曼涅托是一位公元前三世纪的埃及祭司，他将之前的埃及历史分为31个王朝。尽管这种划分有其缺陷，但是现代学者大致都遵循着他的划分方法。而普里斯莎草纸——一份中王国时期的文献——则支持了认为胡尼是斯尼夫鲁前任法老的观点，它写道：“尊贵的上、下埃及的国王——胡尼抵达了登岸地点（意即死亡），而尊贵的上、下埃及的国王——斯尼夫鲁则作为这整片土地上的仁慈君主冉冉上升……”除了斯尼夫鲁继承王位之事外，该文献还表明后世将斯尼夫鲁视为了一位“仁慈”的统治者。这种观点可能源于对其名字词源的解读——“斯尼夫鲁”原意为“创造美好”。现今还不确定胡尼是否是斯尼夫鲁的父亲，但是开罗石碑记载着他的母亲可能是一位名为美勒桑克的妇女。海特菲莉斯一世则被认为最有可能是斯尼夫鲁的发妻和胡夫的母亲。

## 統治期間建造的建筑
斯尼夫鲁统治期间建造的最为有名的建筑莫过于三座现今归属于其名下的金字塔，分别是位于代赫舒尔的曲折金字塔、红金字塔和位于美杜姆的美杜姆金字塔。斯尼夫鲁时期，金字塔的建造结构发生了重大的改革，最终导致了被视为埃及古王国辉煌壮丽顶峰象征以及古代世界七大奇迹之一的胡夫金字塔的产生。
斯尼夫鲁完成的第一个大工程是位于梅朵姆的金字塔。现今对于这座金字塔是属于斯尼夫鲁还是最初是属于胡尼还存在着争议。不管如何，这座金字塔仍然是那个时期技术与观念进步的突出反映之一。
巨石结构的使用是从阶梯金字塔向“真正”的金字塔转变的一个标志性特征。对这座金字塔进行的考古调查表明，最初它曾被设计成一座分为七级的阶梯金字塔，近似于左塞尔金字塔；其后又在其中加入了一个平台；最后，又使用石灰石填充，使得建筑边棱平滑，从而成为了一座“真正”的金字塔。这座金字塔拥有一个位于北面的下降通道、两个地下腔室和一个穹形墓穴，除了其墓穴是位于主体靠近地基的部分而非位于地下之外，它在许多方面都遵循了前朝王室陵墓的惯例。
曲折金字塔（也被称为菱形金字塔或钝角金字塔）则在建筑结构方面有了进一步的创新。顾名思义，这座金字塔的边棱倾角从上至下由55°变为43°。有可能该金字塔最初并非如此设计，而是由于地基不稳定的缘故，在施工过程中进行了修改。为了保持顶层巨石的稳定，金字塔的顶部是水平垒砌的，从而进一步抛弃了阶梯金字塔的做法。曲折金字塔的内部结构也有了相当的改进。它共有两个入口，一个位于北面，一个位于西面。其地下腔室较之之前的金字塔更大，而且使用了墀头墙技术，修建了使用更加复杂的对角线吊闸系统的顶棚。J.P·列普勒认为：
“很明显，曲折金字塔的内部结构是当时的设计师
进行的新的摸索和实验，这种结构能够营建出很大
的内部空间（大约5千万立方），这是那个时代所
能建造的最大的金字塔。”
斯尼夫鲁的曲折金字塔四周的卫星金字塔则显示了这一时期建筑的更多变化，这一时期的金字塔通道都是向西面抬升的，最终抵达位于塔心的墓穴；与此相反，之前的金字塔的通道都是向北面抬升。

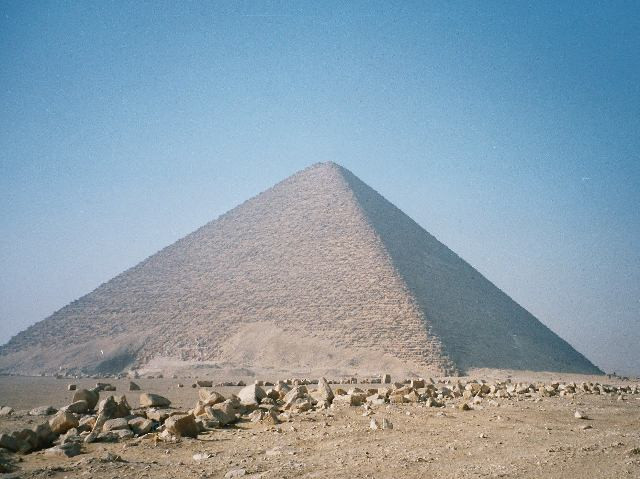
斯尼夫鲁的红金字塔

斯尼夫鲁时期的建筑工程展现了众多的技术进步，自然使人期待他的最后一座金字塔——红金字塔会成为当时最为复杂和先进的建筑。但是看过这座金字塔的人大抵上都会失望——红金字塔的建筑结构较之之前几座金字塔显得更为简单。列普勒指出在之前几座金字塔中使用的内部结构创新并未应用于这座金字塔。虽然其腔室和墓穴都位于金字塔的主体部位，但是至今仍未发现上升通道，也未发现西侧入口或者对角线吊闸。虽然这些结构特征的缺乏令许多考古学家失去了进一步考察这座金字塔的兴趣，但是列普勒相信在其石砌的上层结构中一定存在着未发现的秘密腔室。考虑到至今还未发现斯尼夫鲁的遗体，所以其石棺和木乃伊可能仍然存放于这最后一个秘密的墓穴之中。列普勒认为：“红金字塔是最有可能暗藏密室的金字塔，它极有可能是斯尼夫鲁的安葬之所。”这一说法真实与否仍有待于现代考古学家来调查确定。
斯尼夫鲁时期的建筑创新成为了其后金字塔大量出现的催化剂。埃及第四王朝的第一位法老为其继任者们设定了一个颇具挑战性的先例，而之后也只有胡夫的金字塔能够匹敌斯尼夫鲁的建筑成就。随着时间推移，古埃及的思想观念也发生了变化，法老纪念碑的尺寸大幅缩水。孟卡拉的金字塔大小只为之前诸金字塔的一小部分。此时，埃及人可能已经从对国王的崇拜转变为对太阳神拉的直接崇拜。

## 国际关系
为了进行规模如此庞大的建筑工程，斯尼夫鲁必须要获取大量的资源。吉耶梅特·安德鲁认为斯尼夫鲁的外交政策在其中扮演了重要角色。斯尼夫鲁对利比亚和努比亚的征服做到了一举两得：他既获得了大量的劳动力，有获得了这些地区产出的原材料和其他产品。巴勒莫石碑中提及了这一情况：
“斯尼夫鲁（时期）。……年
建造数艘具备100单位容积的图阿塔瓦船以及60艘16单位容积的皇家船。
突袭黑人的土地，带回七千囚犯、男女，以及两万头牛、绵羊和山羊……
带回了四十船的雪松木……”

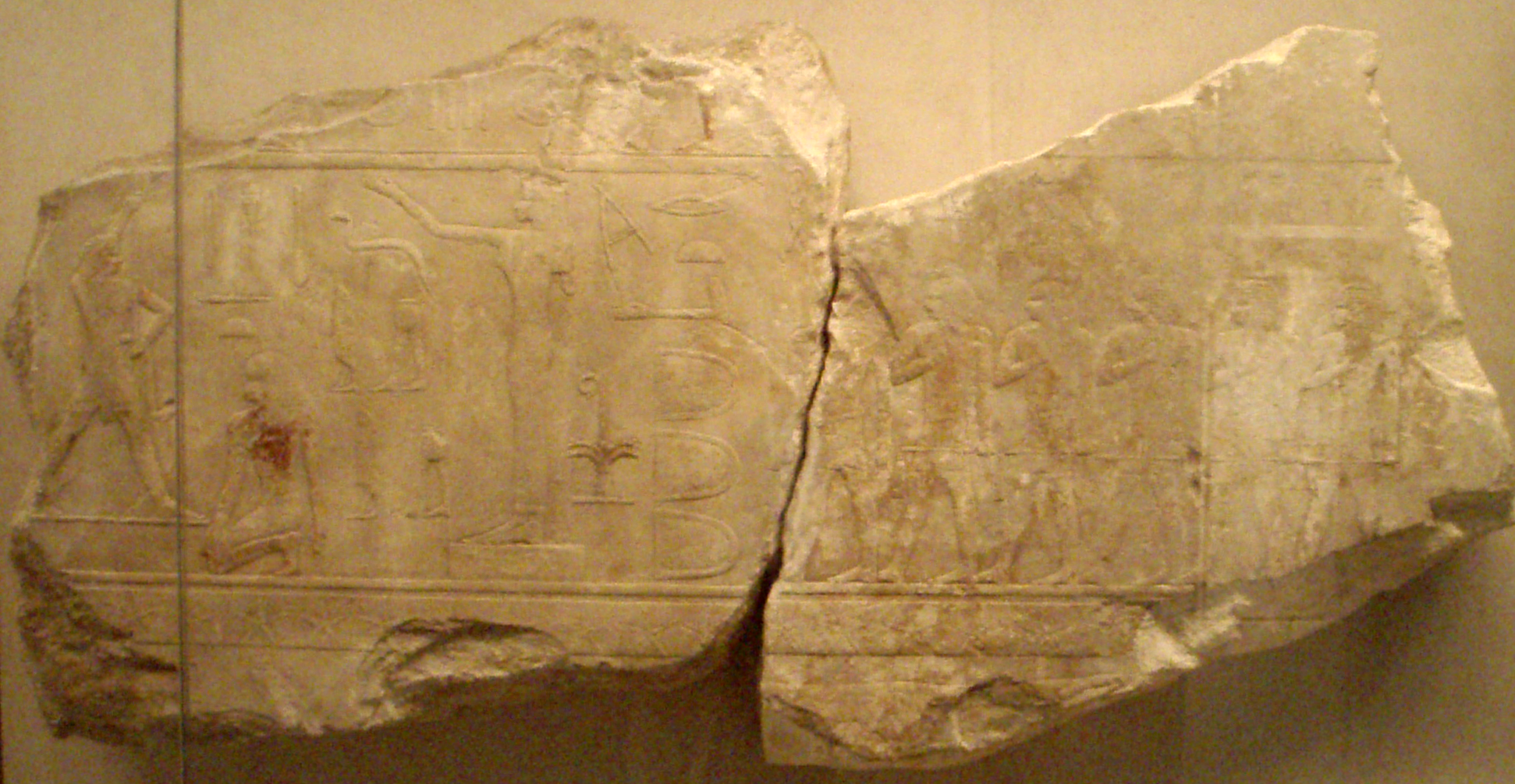
在阿蒙涅姆赫特一世的金字塔中发现的重复使用过的石料，石块上描绘的是斯尼夫鲁时期举办塞德节的场景——左边石块上，位于画面左方的法老前蹲着一人，而画面中央的人物则是一位女神；右边石块则描绘了数个处于队列中的人物。藏于大都会艺术博物馆。

依据该文献的记载，斯尼夫鲁能够从其他国家掠获大量的人口充当他的劳动力。在其攻击努比亚和利比亚期间，他也获取了大量的牲畜，从而解决了这么多劳动力的生存问题。这种侵略势必对被入侵地区的人口构成造成极大破坏，文献还显示斯尼夫鲁发动的对努比亚的战争可能也导致了埃及文化在此地的传播。斯尼夫鲁在利比亚地区的军事行动为其获取了11000名战俘和13100头牛。除了上文提及的雪松的大规模进口（很可能是从黎巴嫩地区），有证据表明埃及还在西奈半岛开采绿松石矿。为了修建金字塔，此时也进行了大规模的采石活动。
斯尼夫鲁时期运送雪松木的船只——“两埃及的荣耀”是第一艘史上载名的船只。

## 註腳
1. ↑  Clayton, Peter A. Chronicle of the Pharaohs. p42. Thames and Hudson, London, 2006. ISBN 978-0-500-28628-9
2. ↑  The Complete Royal Families of Ancient Egypt, pg.52-53
3. ↑  Jaromir Malek in The Oxford History of Ancient Egypt, p.87
4. 1 2  Krauss, R. "The length of Sneferu's reign and how long it took to build the 'Red Pyramid'" Journal of Egyptian archaeology 1996, vol. 82, pp. 43-50
5. ↑  An Introduction to the Archaeology of Ancient Egypt, pg. 36
6. ↑  “The Instructions of Kagemni,” Papyrus Prisse
7. ↑   The Oxford History of Ancient Egypt, pg. 93
8. ↑   The Complete Royal Families of Ancient Egypt, pg. 51
9. ↑   The Complete Royal Families of Ancient Egypt, pg. 57
10. ↑  An Introduction to the Archaeology of Ancient Egypt, pg.134
11. ↑  The Egyptian Pyramids... pg. 51
12. ↑  An Introduction to the Archaeology of Ancient Egypt, pg.135
13. ↑  
The Egyptian Pyramids… pg. 53
14. ↑  The Egyptian Pyramids… pg. 53-54
15. ↑  The Egyptian Pyramids... pg. 54
16. 1 2  An Introduction to the Archaeology of Ancient Egypt, pg. 144
17. ↑  
The Literature of the Ancient Egyptians, Pg. 100 (emphasis added)
18. ↑  Oxford History of Ancient Egypt, Pg. 107
19. ↑  The Complete Royal Families, Pg. 50
20. ↑   Anzovin, item # 5393, page 385 Reference to a ship with a name appears in an inscription of 2613 BCE that recounts the shipbuilding achievements of the fourth-dynasty Egyptian pharaoh Sneferu. He was recorded as the builder of a cedarwood vessel called "Praise of the Two Lands."